# Cosma I
Cosma I (... – dopo il 1081) è stato un arcivescovo ortodosso bizantino, patriarca ecumenico di Costantinopoli dal 1075 al 1081.
Incoronò l'Imperatore Niceforo III Botaniate ed usò la sua influenza su di lui per cercare di farlo abdicare quando la sua popolarità iniziò a declinare e l'impero era entrato in una fase di profonda instabilità. Salito al trono Alessio I Comneno, fu deposto in seguito ad una serie di divergenze avute con l'imperatore stesso e la sua famiglia.